# 동모

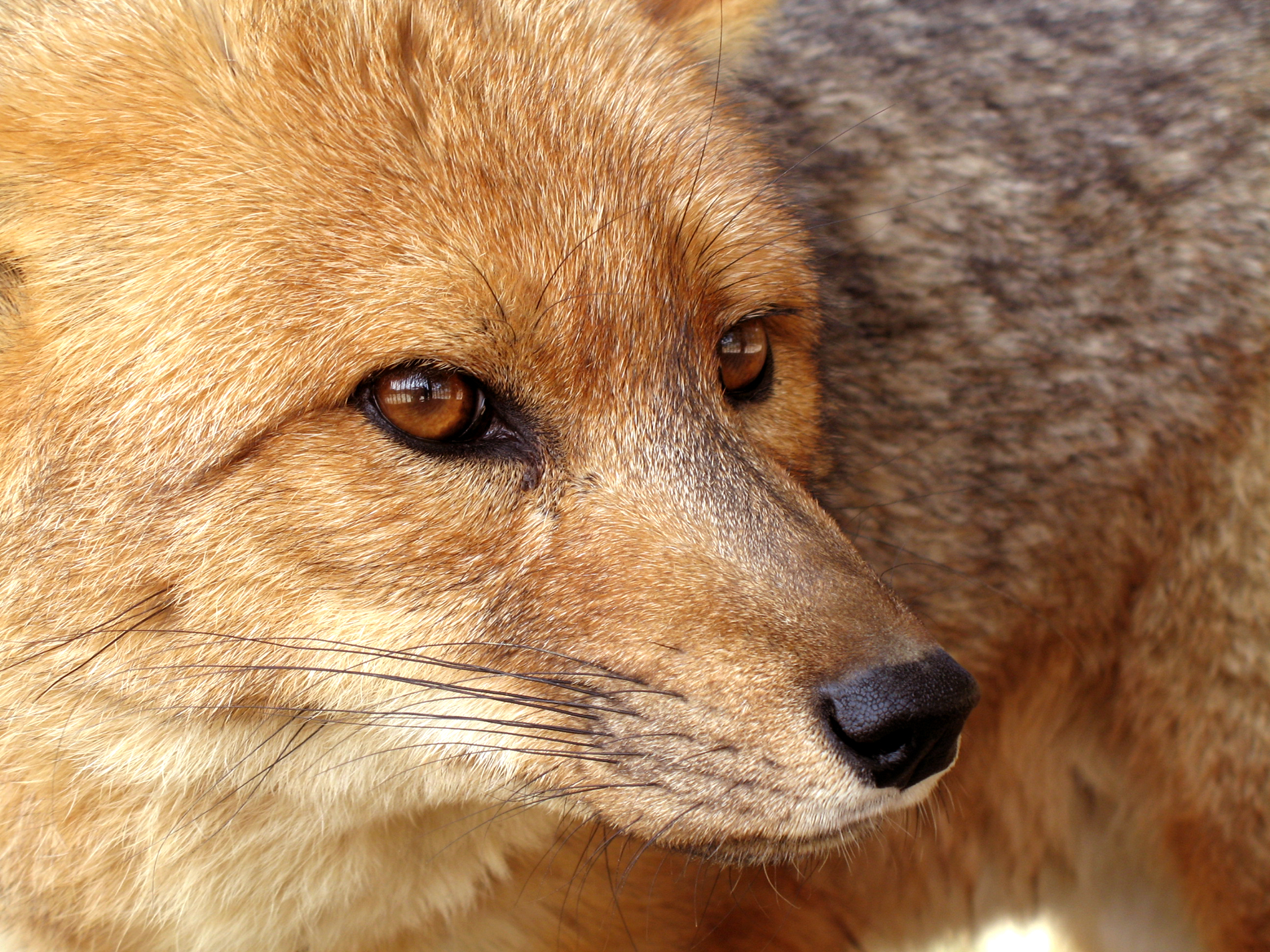
여우의 동모. 해당 동모는 동물에서는 외부에 감각 기관 역할을 할 정도로 보조하는 털이다. 그래서 표시선으로 보이게 되는 수염은 안테나를 구실하고 있다.

동모(洞毛, vibrissa 바이브리서[vaɪˈbrɪsə][*])는 포유류에게 있는 털 형태의 감각기관이다. 동모가 아닌 털을 체모(體毛)라고 한다. 사람의 콧수염이 동모와 그 위치 및 모양이 비슷하지만, 사람의 수염은 동모가 아니고 체모로서 감각기능이 없다. 사람은 포유류 중 드물게 동모가 없는 종이다.
동모의 기본 구조는 체모와 같다. 다만 모낭에 해면체 조직이 있고, 거기에 혈액이 유입되어 정맥동을 형성한다. 동모의 감각은 삼차신경을 통해 뇌로 전달되고, 뇌는 안면신경을 통해 동모를 움직인다. 동모에 연결된 신경의 수는 체모의 수십 배에 이르기에 접촉을 예만하게 느낄 수 있다. 또 모근부에 횡문근이 있다.
일반적으로 코 주변에 나 있지만, 고양이는 사람의 눈썹에 해당하는 부위와 뺨에도 동모가 있다. 사향쥐와 원숭이는 손목뼈에 동모가 있는 등, 얼굴 이외의 부분에 동모가 있을 수도 있다.
메기나 잉어 같은 어류의 입가에 있는 촉수도 털은 아니지만 역할이 동모와 유사하다.